# کرومپلر (ویرجینیای غربی)
کرومپلر(به انگلیسی: Crumpler) شهری در ایالت ویرجینیای غربی کشور ایالات متحده آمریکا است که جمعیت آن در سرشماری سال ۲۰۱۰ میلادی، ۲۰۴ نفر بوده‌است.